# SpVgg Vreden
Die SpVgg Vreden (offiziell: Spielvereinigung Vreden 1921 e. V.) ist ein Fußballverein aus Vreden im Kreis Borken. Die erste Mannschaft der Männer spielt seit 2020 in der Oberliga Westfalen.

## Geschichte
Der Verein wurde im Jahre 1921 gegründet und schaffte im Jahre 1972 den Aufstieg in die Bezirksklasse. Nach zwei dritten Plätzen rutschten die Vredener ins Mittelmaß zurück und stiegen 1981 wieder in die Kreisliga A ab. Fünf Jahre später ging es wieder hinauf in die Bezirksliga, wo die Spielvereinigung 1988 und 1989 jeweils Vizemeister hinter dem SC Südlohn bzw. Westfalia Gemen wurde. 1995 gelang unter Trainer Ralf Bugla dann der erstmalige Aufstieg in die Landesliga Westfalen, dem drei Jahre später der Aufstieg in die Verbandsliga Westfalen folgte. Dort belegten die Vredener zumeist Mittelfeldplätze, wobei Rang sechs in der Saison 2002/03 der Höhepunkt war. Im Jahre 2008 ging es wieder runter in die Landesliga.
Dort wurde die Spielvereinigung drei Jahre später Vizemeister hinter dem TuS Hiltrup. Mit einem 2:1-Sieg gegen den Hasper SV im neutralen Dorsten gelang den Vredenern der Wiederaufstieg in die Westfalenliga. Nach mehreren Jahren im Abstiegskampf drang die Spielvereinigung in der zweiten Hälfte der 2010er Jahre in die Spitzengruppe vor und wurde 2017 Vizemeister mit einem Punkt Rückstand auf den TuS Haltern. Drei Jahre später gelang durch eine Entscheidung am Grünen Tisch der Aufstieg in die Oberliga Westfalen: Die Westfalenligasaison 2019/20 wurde wegen der COVID-19-Pandemie abgebrochen. Als Herbstmeister durften die Vredener aufsteigen. 
Die Oberliga-Saison 2020/21 wurde COVID-bedingt ebenfalls vorzeitig und ohne Wertung beendet. In der Saison 2021/22 traten in der Oberliga Westfalen insgesamt 21 Mannschaften an, die nach der Hinrunde in eine Meister- und eine Abstiegsstaffel aufgeteilt wurden. Nachdem das letzte Vorrundenspiel bei den Sportfreunden Siegen wegen des Ausfalls der Flutlichtanlage abgebrochen werden musste, gab es im Wiederholungsspiel eine 5:2-Niederlage. Dadurch wurde die Qualifikation für die Meisterrunde verpasst. In der Abstiegsrunde konnte das Team der Spielvereinigung Vreden dann am 8. Spieltag die Tabellenführung übernehmen und zugleich als erste Mannschaft der Abstiegsrunde vorzeitig den Klassenerhalt sichern. Die Saison wurde schließlich auf Platz 1 der Abstiegsrunde beendet.

## Stadion
Die Heimspiele der SpVgg Vreden werden im Hamaland Stadion ausgetragen, das 3000 Zuschauern Platz bietet. Es wird auf Naturrasen gespielt.

## Persönlichkeiten
- Cihan Bolat
- Ralf Bugla
- Uwe Hansel
- Fabian Herbers
- Oliver Kirch
- Werner Kubek
- Mike Möllensiep
- Rob Reekers
- Aziz Retzep
- Ingo Schlösser
- Sebastian Sumelka